# 枕営業

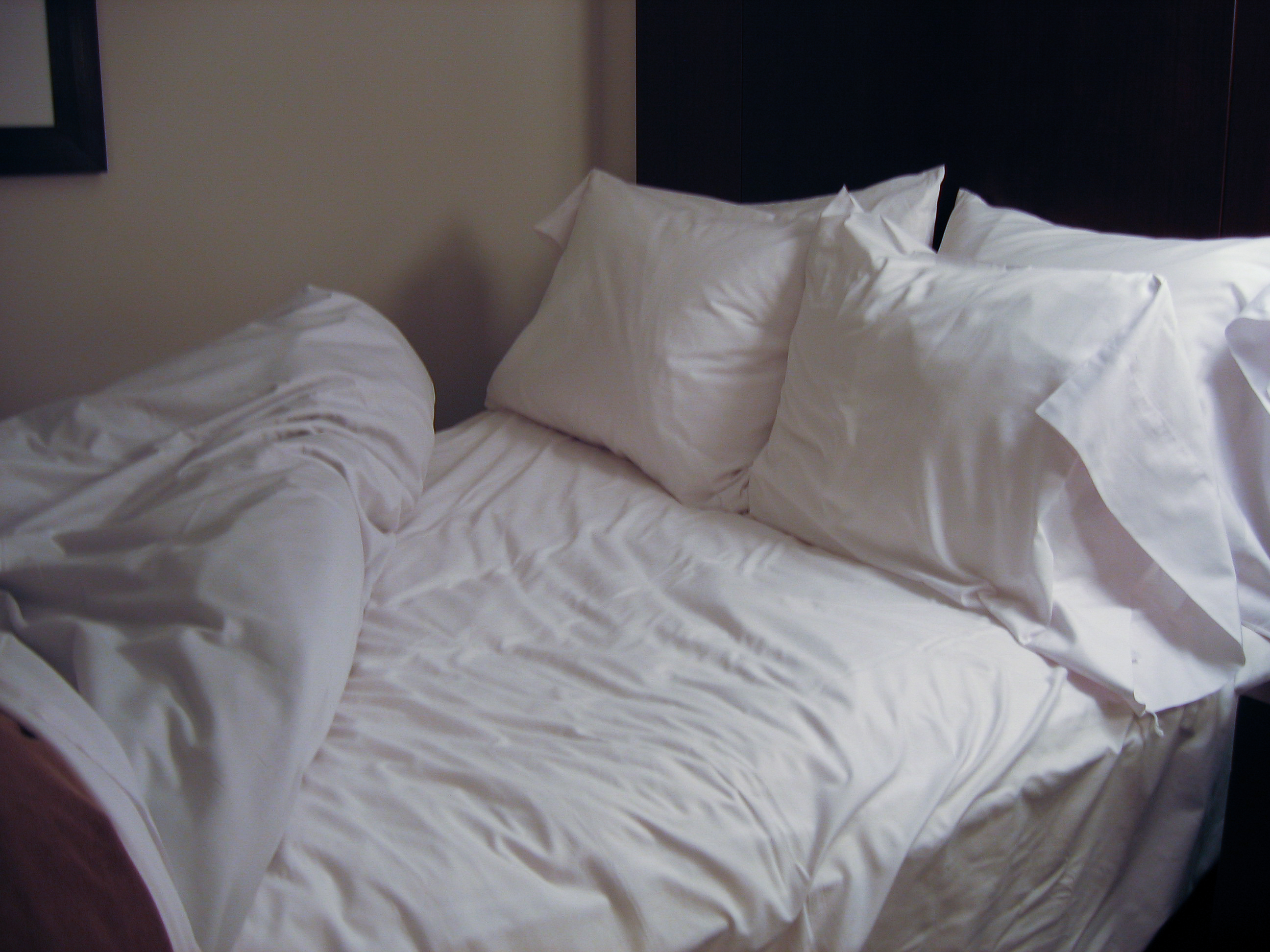
対象者と一夜を共にして仕事を取る

枕営業（まくらえいぎょう）とは、業務上で付き合いのある人間同士が性的な関係を築くことによって、物事を有利に進めようとする営業方法のことである。

## 概要
「枕」とは、本来は就寝に使用する代表的な寝具の1つにすぎないが、この言葉が「寝る」ことの換喩となっているため、次第に性行為、売春などの意味合いで用いられるようになった。古くは、江戸時代における「枕芸者（まくらげいしゃ）」や「枕附（まくらつき）」、「枕金（まくらきん）」などの隠語、同衾（どうきん=一緒の布団で寝ることで転じて性交の意味）を意味した「枕を交わす」や「枕を重ねる」といった言葉の用法などに見ることができる。
隠語の「枕営業」は現代において、特に性的な魅力（セックスアピール）や擬似的な恋愛（感情労働）などを利用することで成り立つ業種、ホストクラブやキャバクラなどの水商売や風俗店、芸能界やマスメディアに関連する業種などで多く使用されている隠語である。
いまでは世間的に広く知られている隠語であるため、一般の業種やインターネット上の会話などでも通用する隠語となっている。
枕営業は、業務上の利害関係にある人間同士が性的な関係を築き、例えばセックスを交換条件にして物事（交渉や契約などの商行為）を有利に進めたり利益を得ようとする営業方法であるため、不道徳・不正行為と見られやすく、それに係わった人間や組織（会社）などを主に揶揄したり侮蔑する目的で使用される場合が多い。つまり、性的な関係を構築する方法をそれなりの実力が必要な営業手法と見做さず、「実力によらない、ルール外の営業手法」とみなす文化が多く存在している。なお、交換条件としてのセックスについては、双方の合意による和姦の場合もあれば、片方からの強制（強要）や職権の乱用（セクシャルハラスメントやパワーハラスメント）による強姦の場合もある。
ただし、和姦と強姦の境界線を厳密に定義したり立証することは困難であるため、マスメディアなどで報道される際は根拠のない噂話や都市伝説、誹謗中傷や風評被害といった名誉毀損の可能性を含む悪質なゴシップとなることも多い。また、和姦の場合は、結果的に愛人や妾といった恋愛感情が含まれる関係に発展する場合がある。一方で、金銭の授受や利益誘導などが立証された場合は、裁判などで売買春行為としてみなされる場合もある（後述の#判決事例も参照）。

## 類義語
枕営業の類義語には、「肉体を使った接待」を略した「肉体接待（にくたいせったい）」や「肉接（にくせつ）」、「裏接待（うらせったい）」などの隠語がある。また、「裏営業（うらえいぎょう）」や「夜の営業（よるのえいぎょう）」などといった隠語もある。俳優への対価の場合、キャスティング・カウチ（en:Casting couch）とも言う。

## 該当事例
枕営業を持ちかけたり求めたりする人間はある程度の年齢・役職にある男性の場合が多い。ただし、女性の場合や、それらの相手を紹介したり唆したりする第三者が介在するような場合もある。また、不道徳であることや、賄賂やハニートラップなどの教唆（共犯）となる可能性を避けるため、該当者となる人間自身は枕営業という隠語を直接は口に出さず、交換条件がセックスであることや、それによって得られる利益や本来の目的などは具体的な言葉として明言しない場合もある。

## 報道事例

### 日本
日本の芸能界では古くから枕営業など性接待が行われている。かつては興行を取り仕切る暴力団と関係の深い芸能会社によって、興行などを巡る枕営業・性接待が常態化していた。1970 - 1980年代には、俳優のスケジュールを押さえるため映画会社やプロデューサーが女性を用意して枕営業で接待することが横行しており、当時の芸能界を振り返って歌手の泉谷しげるは「接待を断ると「お前はホモか」などと言われてしまう」「習慣だから。長年そうだったから。俺のちょっと先輩達はそういう習慣できちゃってる」と明かしている。
近年の事例は以下の通り。
- ジャニーズ事務所創業者のジャニー喜多川は、事務所に所属する男性タレントに対して性行為等を強要していたとされる。詳細はジャニー喜多川性加害問題を参照。
- 2007年4月、芸能事務所「アーツビジョン」代表取締役の松田咲實が、オーディション面接者の少女（当時16歳）に対して、合格を交換条件に猥褻行為を強要したとして逮捕された。これにより声優業界における枕営業問題が取り沙汰され、大塚明夫や小野坂昌也などの男性声優陣がインターネットラジオの番組などで苦言やコメントを述べた[14][15]。
- 2008年11月、芸能事務所「リップ」から解雇通告を受けた女性タレントの小向美奈子が、芸能界で枕営業が常態化していたとして告白記事が週刊誌『週刊ポスト』に掲載され、後追いの報道やインターネットで取り沙汰された[16][17][18]。
- 2009年8月、グラビアアイドルの立花麗美が、旧芸名の橘麗美時代に所属していた芸能事務所から猥褻行為を強要されていたとして告白記事が写真週刊誌『フライデー』に掲載され、枕営業として取り沙汰された[19] 。
- 2010年6月、寺田千代乃アートコーポレーション社長の夫で当時同社の会長であった寺田寿男が芸能プロダクション社長から紹介された16歳の女子生徒に対し、芸能界入りと引き替えにわいせつな行為に及んだとして警視庁が東京都青少年健全育成条例違反（淫行）の容疑で書類送検された[20][21]。
- 2010年8月、芸能事務所「アヴィラ」との契約解除について法廷で争っていた女性タレントの眞鍋かをりが、準備書面において事務所側や男性オーナーによる猥褻行為の強要があった旨を暴露している、などとしてスポーツ新聞『東京スポーツ』に掲載され、枕営業として取り沙汰された[22]。
- 2014年12月、男性ファッション誌の編集長がモデルとして活動する女性に枕営業を強要し、「東京ガールズコレクション」（TGC）への出演をエサに、ホテルに連れ込んでいたことを「ファッション業界を舞台にした枕営業の実態が明らかになった」と、写真週刊誌『フライデー』が報じ、話題となった。女性モデルが、雑誌関係者やイベント関係者らからTGC出演と引き換えに編集長と肉体関係を無理やりもたされた、とフライデー誌上で告発しており、「聞いてるよね？このまま帰るとTGCには出さないよ」と脅され従うしかなく、複数回関係をもたされたという[23]。
- 2022年3月、映画監督の榊英雄が、複数の女優に対してキャスティングを持ち掛けて性的関係を強要していたことが発覚した。榊は所属事務所から契約を解除され[24]、榊が監督を務めた複数の映画が公開中止となった[25]。詳細は榊英雄#性行為強要・強姦疑惑を参照。
- 2022年3月、俳優の木下ほうかが女優2人に性加害をしていたことが報じられ、所属事務所から契約を解除された。木下は報道内容を概ね認める謝罪文を発表し、無期限の活動休止を表明した[26]。詳細は木下ほうか#性加害疑惑を参照。
- 2022年4月、映画監督の園子温の性加害疑惑が報じられた。園は公式ウェブサイトに謝罪文を出し、半年ほど休業状態となった[27]。詳細は園子温#セクハラ・性行為強要告発を参照。
- 2024年12月、タレントの中居正広の女性とのトラブルが報じられた。フジテレビ社員の関与や性的な接待があったという疑惑も取り沙汰されており、フジテレビの港浩一社長（当時）は2025年1月17日に行った会見で社員の関与と性的な接待を否定した。この事件を受けた記事において、匿名のテレビ局関係者が枕営業について言及している[28]。また、事件に関する韓国国内での報道においては、枕営業を意味する言葉である「性上納」（後述）という言葉が使われている[29]。詳細は中居正広・フジテレビ問題を参照。

### 韓国
韓国では、枕営業に相当する言葉に「性上納」がある。2009年3月、韓国版「花より男子」などへの出演で有名な韓国人女優チャン・ジャヨンが自殺した（チャン・ジャヨン自殺事件）。その自殺直前に、彼女がマネージャーに手渡していた手紙（チャン・ジャヨン文書）があったとされ、その中には性上納を強要した人物リストがあったとされる。これらの事件をきっかけに、韓国の国会議員による事件関与の暴露や元マネージャーが自殺未遂で逮捕されるなど、警察の捜査状況と共に日本でも話題となった。また、2009年の「チャン・ジャヨン自殺事件」をきっかけとして、韓国放送映画公演芸術家労働組合が実施した人権侵害実態調査にて「調査対象の19.1%が、自分あるいは仲間が性上納を強要されたことがある」との報道があった。2010年に韓国の国家人権委員会の「女性芸能人人権状況の実態調査（対象者：351人）」は、女性タレントの6割が「肉体的接待」を求められた経験があると報告し、芸能プロダクションの資格を厳格化することや人権教育を行うことを提言している。また、2011年には韓国で開催されたミスコンテストに参加した英国人少女が韓国人主催者から性上納を求められたことを告発し、国際問題となった。2014年にも「ミスアジアパシフィックワールドコンテスト」で優勝した16歳のミャンマー人女性が、韓国の主催者から豊胸手術と性上納を求められ、拒否したことを告発した。
また「性接待」ともいい、2004年春川地方法院判事性接待事件、2010年検事性接待事件、2013年大韓民国高位層性接待事件などが起こっている。

### アメリカ
アメリカではハリウッドで枕営業が横行。ハリウッド女優のアシュレイ・ジャッドやローズ・マッゴーワンなどからセクハラ被害を告発したのをきっかけに、過去40年にわたって100人以上の女性たちがハリウッドの重鎮ハーヴェイ・ワインスタインのセクハラ・性加害を訴えた。この騒動についてハーヴェイ側の弁護士は「ハーヴェイが悪いのではなく、これがハリウッドの伝統的な“枕営業”だ。女性が不快かつ不当なことだとわかっていても、自身のキャリア向上の(役をもらう)ためにハリウッドのプロデューサーと性的関係を持つ必要があると判断してそれを行った場合は、レイプとは言わない。私が生まれる前からこの業界に続いてきた悪しき慣習だ」と英タイムズ紙のインタビューで語っており性犯罪を否定している。

### インド
ボリウッドとして有名なインドの映画業界でもセクハラや枕営業が存在してる。英紙「ガーディアン」は、2017年12月12日、「ボリウッドのセクハラ：俳優たちがインド映画界の公然秘密について口を開いた」というセクハラや枕営業が横行しているという記事を掲載した。

### 中国
中国では枕営業を“潜規則（暗黙のルール）”と呼んでいるぐらい芸能界に蔓延っていた。女優ホウ・インジュエが、出演が決まっていたドラマの監督から枕営業を迫られ断ると主演から降板させられたと暴露し訴え勝訴した。

### サッカー業界
『Calciomercato』が、投資会社の「ドーイェン・スポーツ」は売春婦を使った営業を頻繁に行っていたと報じた。2013年、フランス代表MFジェフリー・コンドグビアを移籍させたいためにレアル・マドリー会長を売春婦を使って接待しようと計画していた。
2014年にはロシアやベラルーシから14名の女性を雇って移籍交渉に参加し、チャンピオンズリーグに出ている選手とも関係を持っている。他にもアシエル・イジャラメンディ、ロランドなどの取り引きにも売春婦が使われた。

## 判決事例
以下、マスメディアにおいて実際に報道された国内の判決事例を挙げる。なお、枕営業の立証は非常に困難であるものの、金銭の授受や利益誘導による賄賂罪や恐喝罪に該当した場合、または売春防止法や児童福祉法に抵触するような不正行為が認められた場合には逮捕や有罪の判決理由となることが多い。
- 2005年12月、東京の芸能事務所社長が、所属する女性タレントに「CDを出すには金が必要なので稼げ」と命じ、スポンサーやプロダクション社長と自称する男性達に売春を強要したとされた。東京地方裁判所の裁判長は「社長らは芸能界では当たり前としているが、一般社会では通用しない感覚で売春を強要しており、不法行為に当たる」として、約320万円の賠償支払を命じている[8]。
- 2010年4月、東京の芸能事務所社長が、イベントで知り合った未成年女性に「スターになりたいなら夢に向かう階段がある」などと勧誘し、猥褻な行為をしたとされた。この未成年女性が給料不払などで神奈川県警察に相談して発覚、社長は児童福祉法違反で逮捕され、事実を認めたことで有罪となっている[45]。
- 2014年4月、東京都中央区銀座のクラブママが、妻の居る会社社長の男性に「枕営業」として、7年間繰り返し性交渉したとして、男性の妻が不倫で精神的苦痛を受けたとして、クラブママの女性に対して慰謝料400万円を請求した民事訴訟で、東京地方裁判所の始関正光裁判長は「売春と同様、商売として性交渉をしたに過ぎず、結婚生活の平和を害さない」と判断し、妻の賠償請求を退ける判決を出していた事が、2015年（平成27年）5月28日に朝日新聞の報道で判明した。判決では、枕営業は「優良顧客を確保するために要求に応じて性交渉をする営業活動」とし「枕営業をする者が少なからずいることは公知の事実だ」と指摘し「客が店に通って代金を支払う中から、間接的に枕営業の対価が支払われている」として、枕営業と売春との違いは「対価の支払いが、直接か間接かの違いに過ぎない」と、売春婦が対価を得て妻のある客と性交渉しても、客の求めに商売として応じたにすぎないと指摘。「何ら結婚生活の平和を害するものでなく、妻が不快に感じても不法行為にはならない」とした。妻は東京高等裁判所に控訴せず、地裁判決がそのまま確定判決となった[46]。